# 便座カバー
便座カバーとは、便座に取り付ける布製のカバーである。
一般家庭で、腰掛けた際に感じる便座の冷たさを解消するために用いられる事が多い。
また洋式便器の蓋、および、床マット（トイレマット）と同一のデザインでセット販売されることも多く、トイレのインテリアとしても用いられている。
近年では、布の裏に粘着剤が塗布されており便座に貼り付けて使用する便座シートと呼ばれる製品も出回っている。